# Isla Sveti Marko
Isla Sveti Marko (Anteriormente conocida como Stradioti) es una isla en el mar Adriático, en el país europeo de Montenegro, que administrativamente depende del municipio de Tivat.
La isla de Sveti Marko se encuentra situada cerca de la ciudad de Tivat, en la bahía de Kotor. Está alineada con otra isla de Tivat, llamada Prevlaka.
La isla está completamente cubierta con vegetación. En 1962, un complejo turístico fue construido allí, con 500 casas de estilo "Tahití", sin suministro de agua o electricidad. Fue gestionado por el Club Med, y hasta las guerras de Yugoslavia, era un destino turístico muy popular. Hoy en día, están en su mayoría abandonadas, por lo que la isla es un destino un tanto exótico y misterioso.